# Рененутет
Рененутет (Рененет, Ренет, Ернутет, древногръцки – Термутис) е една от най-старите и уважавани древноегипетски богини, съществувала независимо от епохата и управляващата династия. Тя е покровителка на реколтата, дарява плодородие, изобилие, късмет, богатство, щастие и помага на родилките. Друг аспект на функциите на богинята е свързан с погребалния култ. Тя доставя храна на починалия и се определя като владетелка на плата, в който се увива мумията.
Изобразява се като змия, жена със змийска глава или жена със змия на главата си, обикновено кобра. По-късно, както и богът на лозята и гроздето Шаи, е почитана като богиня на съдбата. Двамата заедно се споменават в пожеланията за здраве от типа „Бъдете живи и здрави, с теб да е Шаи, а Рененутет да е в ръката ти“ или „Нека Рененутет те придружава по твоя път“.

## Наименование
|  |

|  |

|  |

|  |

|  |

|  |

|  |

|  |

Името Рененутет означава владетелка на плодородието и пазител на зърното. По време на жътвата тя се явява в облика на змия и много внимателно следи всичко да бъде обрано както трябва. Изборът на змийската външност е напълно закономерен, тъй като змиите са свещени животни при египтяните, естествени съюзници на човека в борбата му срещу гризачите, които унищожават голяма част от зърното.
В митологията на Древен Египет Рененутет е антропоморфно обожествяване на процеса на придобиване на душа (истинското име) по време на раждането. Едно от значенията на нейното име, ако се чете като Рен-нутет, е „даваща Рен (име)“. Смятало се е, че през първите дни от живота на човека богинята стои на раменете на новороденото и го защитава.
Някои египтолози изказват мнение, че е по-правилно името да се приема като Ренен-утет, което променя значението му на кърмеща змия. Още повече, че по барелефите често се среща като образ на жена със змийска глава, даряваща млякото си на младенеца-фараон, което се тълкува като обещание за богат урожай.
Като богиня на урожая, Рененутет е майка на Непри, бога на зърното. Понякога двамата са отъждествявани с Изида и Хор. Честването на богинята, на което фараонът прави благодарствено жертвоприношение, се празнува в последния ден от жътвата.
В богатия селскостопански район Фаюм се приема, че тя е майка на Хор и съпруга на бога-крокодил Собек, покровител на водите и разлива на Нил. Покланят ѝ се и като на небесна богиня, майка на фараоните. В някои райони вярват, че Рененутет е съпруга на Геб, бог на земята и почвата и майка на змиеглавия Нехебкау, символ на най-важните части на промяната на душата – ка и ба.
След обединението на Горен и Долен Египет, образът на Рененутет започва да се сближава с този на Уаджет, кобрата защитница на Долен Египет, която убива враговете си с пронизващия си поглед. Накрая тя се явява като алтернативна форма на Уаджет, чийто образ украсява короната на фараоните.

## Култът към Рененутет
Главните центрове на култа към богинята са древноегипетските градове Теренутис (в наше време Ком Абу Било) и Нармутис (днес Мединет-Мади). Теренутис е най-старият център на култа към Рененутет и името му произлиза от едно от наименованията, които тя носи – Термутис.
Мединет-Мади е разположен на 30 км от град Фаюм, на мястото на древногръцкия град Нармутис. В него се намира неголям, добре запазен храм, посветен на Собек, Рененутет и Хор. Открит е през 1936 г. от италианския археолог Ахиле Воляно (Achille Vogliano). Построен е от фараоните от ХІІ династия Аменемхет III и Аменемхет IV и дострояван от Сети II (ХІХ династия), Рамзес III (Двадесета династия на Древен Египет) и Осоркон Стари (ХХІ династия). Основната част на храма се състои от 3 успоредно разположени олтара, пред които се намира обща маса за поднасяне на дарове. През Додинастичния период храмът е разширен, през Средното царство пред него е добавен път за тържествени процесии, а отзад е пристроено малко светилище. Стените са покрити с изображения и надписи. Най-важната част с текст, отнасящ се до строителството на храма, днес се намира в Александрийския музей.
При ХVІІІ династия култът към Рененутет се разпространява в Тива, Абидос и Гиза. Както съобщават храмови и гробнични надписи, в епохата на Новото царство, празникът на богинята се чества няколко пъти – на 27 число от третия месец на сезона на посевите, 25-о и 27-о число на четвъртия месец от същия сезон и първо число на сезона на жътвата. Последният месец от сезона на посевите е наречен Rnnwtt в чест на богинята.
В химна „Откриване на лицето“ от гръко-римския храм в град Есна се споменава, че Хнум, богът-пазител на разлива на Нил, помага при раждането на Рененутет през първия ден от месеца на жътвата. Откриването на лицето или още Единение със слънчевия диск е празник, при който се снема покривалото от главата на богинята и слънчевите лъчи осветяват образа ѝ. Това вероятно е част от честването на Рененутет, което обикновено се провежда в светилища до хамбарите със зърно.
Сцени от празника на Рененутет се срещат по тиванските гробници като част от изображения, показващи събиране и преброяване на реколтата. Например в гробницата на Неферхотеп, главен писар на Амон от ХVІІІ династия, са представени сцени на събирането на грозде и производството на вино. В дясната част е показано малко светилище на Рененутет, чествана от винопроизводителите с благодарност за богатия урожай на гроздето.
Сцени от жертвоприношение на Рененутет могат да бъдат намерени в гробницата на Джесеркасенеб, преброител на зърното на Амон от XVIII династия. Епизоди от празника на богинята са представени и в гробницата на Сенефер в Шейх Абд ел-Курна, началник на зърнохранилищата, полята и градините на Амон по времето на Аменхотеп II. 